# Chantier naval de Jiangnan

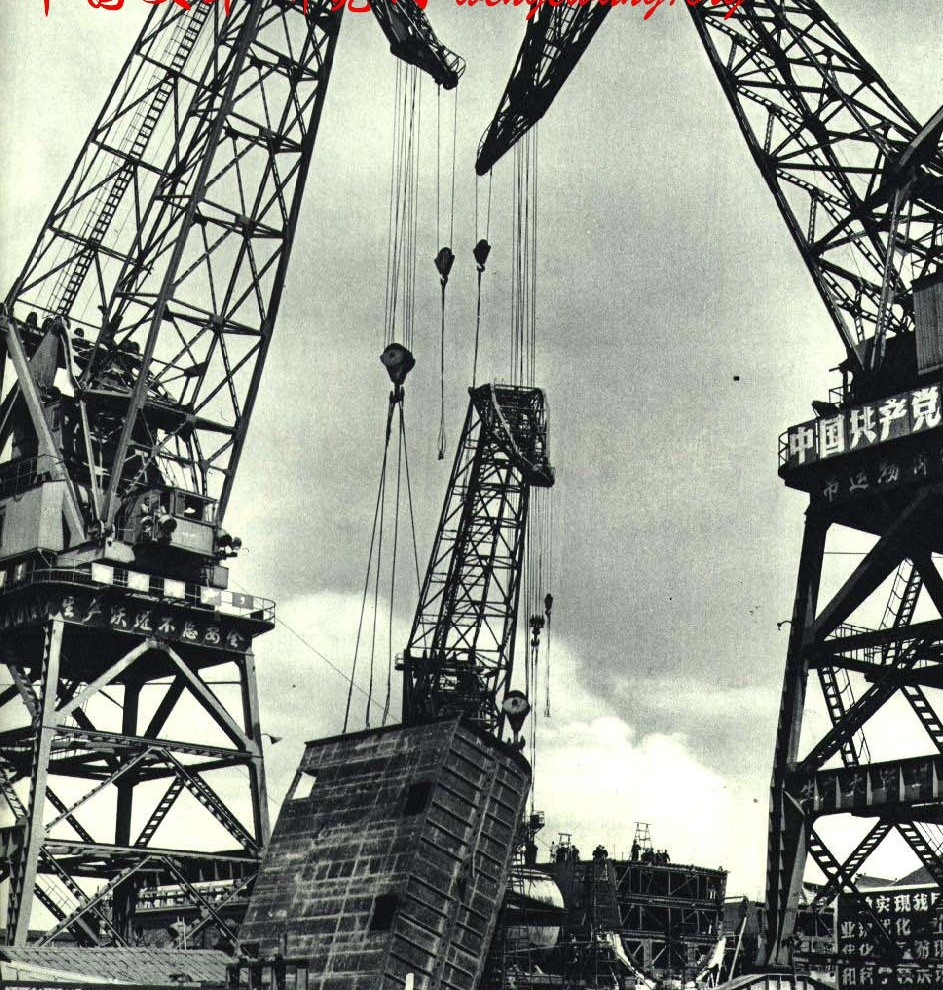
Chantier naval de Jiangnan en novembre 1965.

Le chantier naval de Jiangnan, en mandarin : 江南造船厂, est un chantier naval de la China State Shipbuilding Corporation situé près de Shanghai en République populaire de Chine.
Il était situé de 1865 à 2009, au sud de Shanghai, puis est  déplacé sur l' île de Changxing dans l'embouchure du Yangtze, son ancien emplacement étant alloué à l'exposition universelle de 2010.